# Sant Romà de Llabià
Sant Romà és una església a Llabià (Baix Empordà) inclosa a l'Inventari del Patrimoni Arquitectònic de Catalunya.

## Arquitectura
És un edifici religiós, una església d'una nau i absis semicircular, de dimensions considerables. Al frontis hi ha una portada-més tardana- d'arc de gran dovellatge, de mig punt, amb guardapols amb impostes afigurant testes humanes i un alt finestral de doble biaix. La volta de la nau és apuntada i seguida; l'arc presbiteral és de punt rodó i la capçalera es cobreix amb quart d'esfera.
Sobre els murs del temple, tant a la nau com a la capçalera, s'hi alça una obra de fortificació tardanament. Sobre l'angle sud oest es dreça una torre-campanar- també posterior als murs del temple- de planta quadrangular, amb arc de geminades de mig punt a cada costat. L'església presenta un parament de carreus grans i ben escairats que s'afileren.

## Història
L '"Ecclesie de Libiano" s'esmenta l'any 1058 quan fou restituïda al bisbe Berenguer de Girona per la comtessa Ermenssenda de Barcelona. Segons l'acta de consagració de Santa Maria d'Ullà aquesta canònica agustiniana posseïa l'església de "Sancti Romani de Libiano". L'any 1311 al terme de Sant Romà de Llabià consta com a límit del feu de Celsà i Vellosos, llocs situats vers el SW de l'estany d'Ullastret. Als nomenclàtors de la diòcesi de Girona del XIV i posteriors hi figura com a parròquia.